# سلچ‌انبار
سلج انبار، نام روستایی است از توابع بخش کوهستان شهرستان تنکابن در استان مازندران کشور ایران.
واژه «سلج انبار» از ترکیب دو کلمه سلج به معنای برف یا یخ و کلمه انبار شکل گرفته است و شغل اغلب مردم این روستا دامداری و کشاورزی است.

## جمعیت
این روستا در دهستان سه‌هزار قرار دارد و براساس سرشماری مرکز آمار ایران در سال ۱۳۹۵، جمعیت آن ۱۳ نفر (۵ خانوار) بوده‌است.